# Gadir (Maceira)
Gadir (em árabe: غدير; romaniz.: Ghadir‎) é uma localidade da província Sudeste e do vilaiete de Maceira, no Omã. Segundo censo de 2010, tinha 241 habitantes, todos estrangeiros. Não foi referida no censo de 2003, o que faz dela um assentamento recente. Compreende uma área de 3,5 quilômetros quadrados.